# John Vanderslice
John Vanderslice (Gainesville, 22 maggio 1967) è un musicista, cantautore e produttore discografico statunitense.

## Biografia
Cresciuto tra Florida, Georgia e Maryland, a San Francisco (California) fonda nel 1997 gli studi Tiny Telephone, dove hanno preso forma dischi di artisti come Death Cab for Cutie, The Mountain Goats e Okkervil River. Tra il 1994 e il 1999 si avvia alla carriera musicale come leader degli MK Ultra, al fianco di John Tyner, Dan Carr e Matt Torrey.
Nel 2000 debutta da solista con l'album Mass Suicide Occult Figurines, distribuito dall'etichetta di Seattle Barsuk Records. Per il brano Bill Gates Must Die ("Bill Gates deve morire"), un'invettiva provocatoria, viene denunciato dalla Microsoft e sale alla ribalta anche della cronaca statunitense. Per quanto riguarda lo stile musicale, Vanderslice si avvicina all'indie rock degli anni novanta.
Appena un anno dopo pubblica il suo secondo album solista, ossia Time Travel Is Lonely, in cui vengono introdotti strumenti come tastiere e drum machine. Il disco è prodotto da John Croslin e da Scott Solter. Per il terzo disco si propone di utilizzare uno scantinato come studio di registrazione, una pila di cassette e un registratore a quattro tracce. Con questi presupposti viene prodotto Life and Death of an American Foutracker (2002), a cui partecipano anche Ben Gibbard dei Death Cab for Cutie e John Darnielle dei The Mountain Goats.
Nel 2004 pubblica Cellar Door, in cui la formula di cantautore lo-fi raggiunge un equilibrio con la dimensione alt rock, tra accordi di piano e occasionali inserti di fiati. A Cellar Door viene affiancato l'album di remix MGM Endings.
Un album che diventerà un punto di riferimento nella sua discografia è il successivo Pixel Revolt (2005), in cui viene affiancato dai suoi amici e collaboratori Scott Solter e John Darnielle. In questo album descrive le angosce personali e generali degli Stati Uniti post-11 settembre 2001.
Dopo cinque album, la Barsuk Records decide di riassumere il materiale di Vanderslice nella raccolta Five Years (2006). L'autore partecipa poi alla compilation tributo ai Radiohead Ok X: A Tribute to OK Computer con una cover di Karma Police.
Nel 2007 pubblica l'album Emerald City, un disco meno analogico, ricco di ballate e di indietronica. La "città di smeraldo" del titolo si riferisce a Baghdad, capitale irakena e fulcro della guerra in Iraq.
Dopo aver cambiato etichetta (lascia la Barsuk Records per accasarsi alla texana Dead Oceans), pubblica nel 2009 un nuovo disco Romanian Names, con cui torna al pop d'autore, utilizzando solo voce, chitarra e pianoforte. Vi collaborano il solito Scott Solter e il batterista jazz Matthias Bossi.
Tra il 2009 e il 2010 dà alle stampe una coppia di EP: Moon Colony Bloodbath (cointestato con i The Mountain Goats) e Green Grow the Rushes, offerto in download gratuito.
Nel 2011 incontra la The Magik*Magik Orchestra, un'orchestra di giovani musicisti classici guidata da Minna Choi. Da questa collaborazione nasce un disco intitolato White Wilderness. Oltre alla The Magik*Magik Orchestra, vi partecipano anche Dodos, Mike Patton e, come produttore, John Congleton.
Dopo aver trascorso un anno in perfetta solitudine nella foresta della California, ritorna con Dagger Beach nel 2013, un album realizzato con il supporto del crowdfunding. Contemporaneamente realizza e pubblica (in edizione limitata) una sua versione dell'album Diamond Dogs di David Bowie.

## Discografia

### Album
- 2000 - Mass Suicide Occult Figurines
- 2001 - Time Travel Is Lonely
- 2002 - Life and Death of an American Fourtracker
- 2004 - Cellar Door
- 2005 - Pixel Revolt
- 2007 - Emerald City
- 2009 - Romanian Names
- 2011 - White Wilderness (con la Magic*Magic Orchestra)
- 2013 - Dagger Beach
- 2013 - Vanderslice Plays Diamond Dogs

### EP
- 2009 - Moon Colony Bloodbath (con i The Mountain Goats)
- 2010 - Green Grow the Rushes